# 501 (číslo)
Pět set jedna je přirozené číslo. Následuje po čísle pět set a předchází číslu pět set dva. Římskými číslicemi se zapisuje DI a řeckými číslicemi φα.

## Matematika
501 je:
- Deficientní číslo
- Poloprvočíslo
- Nešťastné číslo

## Astronomie
- (501) Urhixidur je planetka hlavního pásu, kterou objevil v roce 1903 Max Wolf

## Komunikace
- +501 je mezinárodní telefonní předvolba Belize

## Roky
- 501
- 501 př. n. l.

## Ostatní
- 501 je nejčastější hra v šipkách